# العتبة (القفر)

تعديل مصدري - تعديل

العتبة هي إحدى قرى عزلة بني مبارز بمديرية القفر التابعة لمحافظة إب، بلغ تعداد سكانها 613 نسمة حسب تعداد اليمن لعام 2004.